# Curetis jopa
Curetis jopa är en fjärilsart som beskrevs av Hans Fruhstorfer 1908. Curetis jopa ingår i släktet Curetis och familjen juvelvingar. Inga underarter finns listade i Catalogue of Life.